# Alan van der Merwe
Alan van der Merwe (Joanesburgo, 31 de Janeiro de 1980) é um piloto de automobilismo sul-africano, campeão da Fórmula 3 Inglesa em 2003 e vencedor da Formula Ford Festival em 2001.
Desde 2009 ele é o piloto oficial do Medical Car da Fórmula 1.